# Ul'jana Semënova
Ul'jana Larionovna Semënova (in russo Ульяна Ларионовна Семёнова?; in lettone Uļjana Semjonova; Zarasai, 9 marzo 1952) è un'ex cestista sovietica.
Lettone russofona, presentava da giocatrice misure fuori dall'ordinario a causa di una disfunzione ghiandolare (215 cm d'altezza per 130 kg di peso, 58 di taglia calzature).
In campo incarnava il ruolo del pivot (o centro) classico. Più alta e più pesante di tutte le giocatrici dell'epoca, dominava l'area nei pressi del canestro facendo valere il fisico massiccio per costruirsi tiri immarcabili, prendere rimbalzi e stoppare le avversarie.
Con la maglia dell'Unione Sovietica vinse l'oro nelle olimpiadi di Montreal nel 1976 e Mosca nel 1980.

## Palmarès
- Torneo olimpico: 2
URSS: 1976, 1980
- Mondiali: 3
URSS: 1971, 1975, 1983
- Europei: 10
URSS: 1968, 1970, 1972, 1974, 1976, 1978, 1980, 1981, 1983, 1985
- Coppa dei Campioni: 11
Daugava Riga: 1968, 1969, 1970, 1971, 1972, 1973, 1974, 1975, 1977, 1981, 1982
- Coppa Ronchetti: 1
TTT Riga: 1986-1987
- Campionato sovietico femminile di pallacanestro: 15
Daugawa Riga: 1968, 1969, 1970, 1971, 1972, 1973, 1975, 1976, 1977, 1979, 1980, 1981, 1982, 1983, 1984